# Ingrid Berghmans

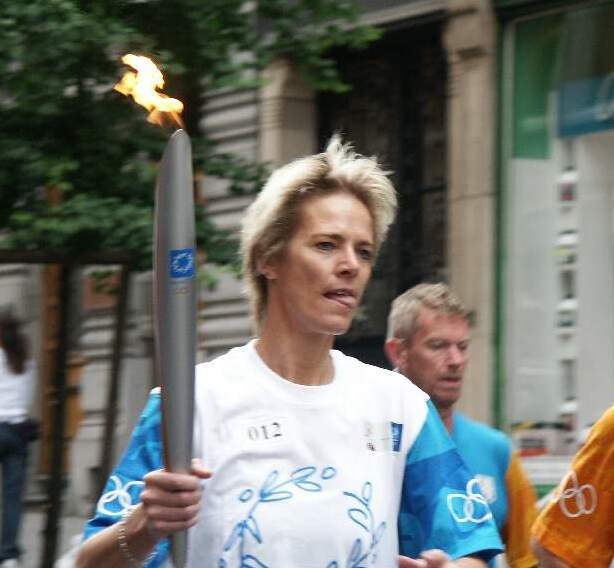
Ingrid Berghmans als Teilnehmerin des Fackellaufs zu den Olympischen Spielen 2004.

Ingrid Berghmans (* 24. August 1961 in Koersel) ist eine ehemalige belgische Judoka. Sie zählte in den 1980er Jahren zu den besten Kämpferinnen der Welt. Mit sechs Weltmeistertiteln ist sie zusammen mit Ryoko Tamura die erfolgreichste Sportlerin in der Geschichte des Judosports. Bei den Olympischen Sommerspielen 1988 in Seoul, wo Judo für Frauen als Demonstrationssportart auf dem Programm stand, gewann sie die Goldmedaille.
Zwischen 1980 und 1989 wurde Berghmans in ihrem Heimatland acht Mal zur Sportlerin des Jahres gewählt.

## Erfolge
- Weltmeisterin (6): 1980, 1982, 1984 (2×), 1986, 1989
- Europameisterin (9): 1982 (2×), 1983 (2×), 1985, 1987, 1988 (2×), 1989
- vier Silber – und eine Bronzemedaille bei Weltmeisterschaften
- fünf Silber – und zwei Bronzemedaille bei Europameisterschaften